# 鸏形目
鸏形目（學名：Phaethontiformes）包括現存的熱帶鳥科以及已滅絕的Prophaethontidae科。
傳統上，熱帶鳥被歸在鵜形目，和鵜鶘、鸕鷀、蛇鵜、鰹鳥、塘鵝以及軍艦鳥同一群。在西伯利與阿爾奎斯特的鳥類DNA分類系統中，鵜形目會和其他鳥類群合併成一個超大型的鸛形目。近期這個分類被認定是太龐大的多系群，因而再度被拆開。
1995年，俄國科學院的Konstantin Mikhailov藉由蛋殼結構的顯微分析發現，熱帶鳥的蛋殼並沒有普遍存在鵜形目蛋殼上的厚微球蛋白層。
十年前的一些先期研究建議，鸏形目和鸌形目的親緣關係有點遙遠，但是從2004年以來，牠們都被歸類在Metaves這個演化支，或者，透過最近的分生研究結果，被放在一個和鸌形目沒有親緣關係的譜系裡。
Jarvis, et al.在2014年的論文：「全基因組分析解決現代鳥類生命樹的早期分支」中，把鸏形目擺放在和日鳽與鷺鶴所形成的日鳽目相近的親緣關係裡，並將這兩個演化支組成所謂核心水鳥（水鳥類，學名：Aequornithes）的姐妹群，同時放棄了Metaves這個演化支的假說。